# 茱恩·安德森
茱恩·安德森 (英語：June Anderson，1952年12月30日—，美國著名的花腔女高音歌唱家，格萊美獎得主。最初安德森以演唱羅西尼、董尼采第和貝利尼的美聲歌劇角色而著名，她更是首位獲得金貝利尼獎非義大利人士。近期，安德森開始拓寬她的戲路，開始接觸俄語歌劇和理查德·施特勞斯的作品。